# Soproni Liga 1901
Soproni Liga 1901 a fost prima ediție a Primei Ligi maghiare de fotbal. Prima campioană a Ungariei a fost Budapesta TC.

## Clasament Final
| Loc | Club                     | P | V | E | Î | GM | GP | GD  | Pct | Note                                    |
| --- | ------------------------ | - | - | - | - | -- | -- | --- | --- | --------------------------------------- |
| 1   | Budapesta Torna Club     | 8 | 8 | 0 | 0 | 37 | 5  | +32 | 16  | Campioana                               |
| 2   | Magyar UE Budapesta      | 8 | 5 | 0 | 3 | 17 | 20 | -3  | 10  |                                         |
| 3   | Ferencvaros TC Budapesta | 8 | 3 | 1 | 4 | 20 | 28 | -8  | 7   |                                         |
| 4   | Muegyetemi AFC Budapesta | 8 | 2 | 1 | 5 | 11 | 8  | +3  | 5   | S-a retras din Campionat după 4 meciuri |
| 5   | Budapesta Sport Club     | 8 | 1 | 0 | 7 | 7  | 31 | -24 | 2   |                                         |